# VIA Technologies
VIA Technologies é uma empresa taiwanesa desenvolvedora de circuitos integrados, principalmente chipsets de placas-mãe e placas de vídeo, e CPUs, A VIA em 2009 ficou com 2% de todo o mercado de Processadores x86, tendo como alvo, PCs para escritório ou super slims.  É parte da Formosa Plastics Group e é a maior fabricante independente de chipsets para placas-mãe. Como não possuí fábricas, a VIA pesquisa e desenvolve seus chipsets e contrata empresas de fabricação de circuitos integrados, como as taiwanesas TSMC e UMC, a japonesa Toshiba e a norte-americana IBM, para a fabricação em massa.

## História

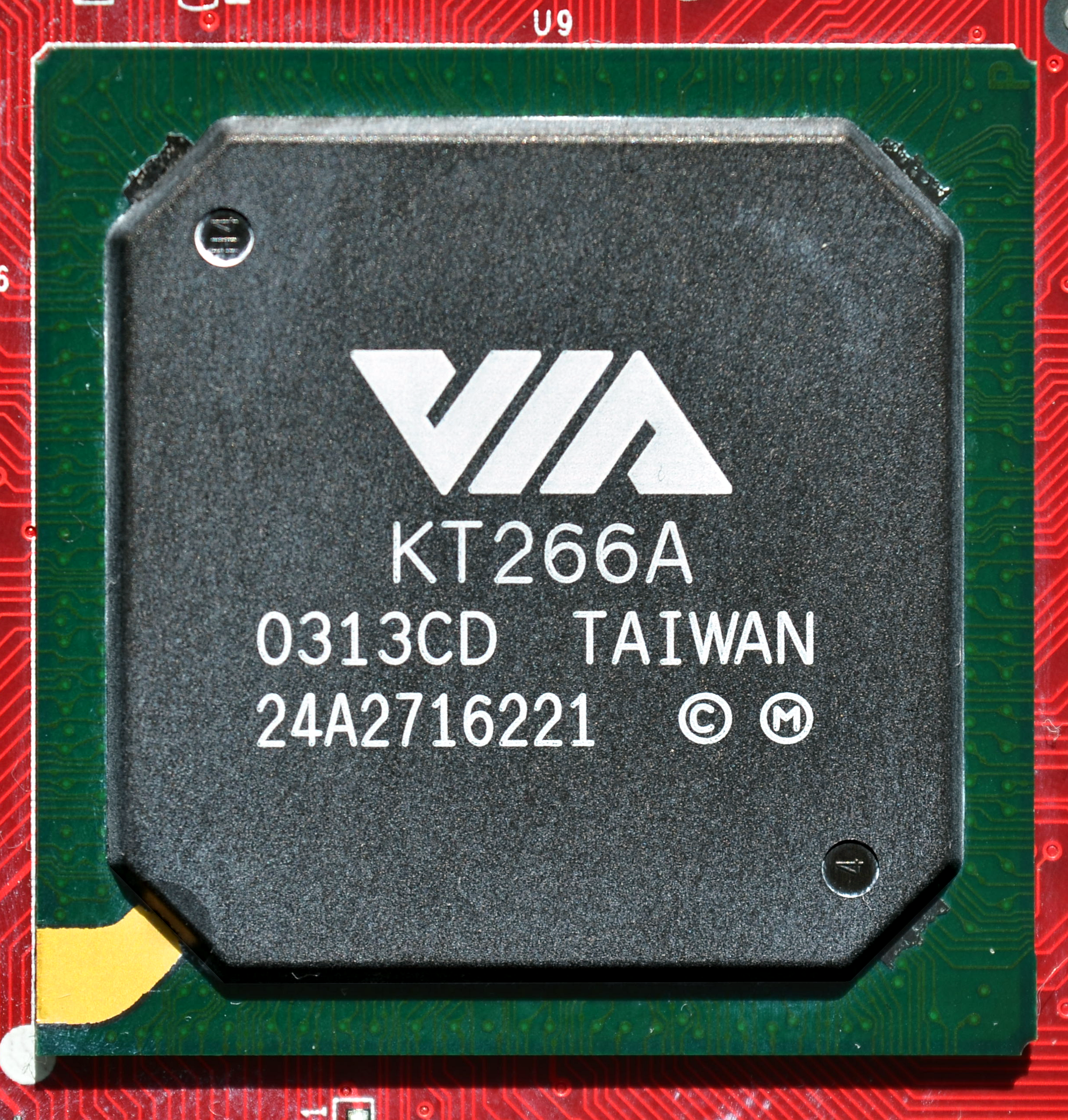
Chip da VIA Technologies.

A empresa foi fundada em 1987 a partir da "Symphony Company" no Vale do Silício por Wen Chi Chen (陳文琦), entre outros. Ele era funcionário da Intel antes de entrar para a Symphony e ainda exerce o cargo de CEO desta. Chen então transferiu os funcionários da Symphony para Taiwan com a intenção de produzir chips. VIA é uma sigla para "Very Innovative Architecture".
- Em 1992 a sede foi transferida para Taipei, Taiwan.[1]
- Em 1999, adquiriu as divisões de microprocessadores da Cyrix, então parte da National Semiconductor, e a Centaur, parte da Integrated Device Technology. Entrou assim no mercado de processadores x86.
- Em 2001 estabeleceu a joint venture S3 Graphics.